# Pseudomma

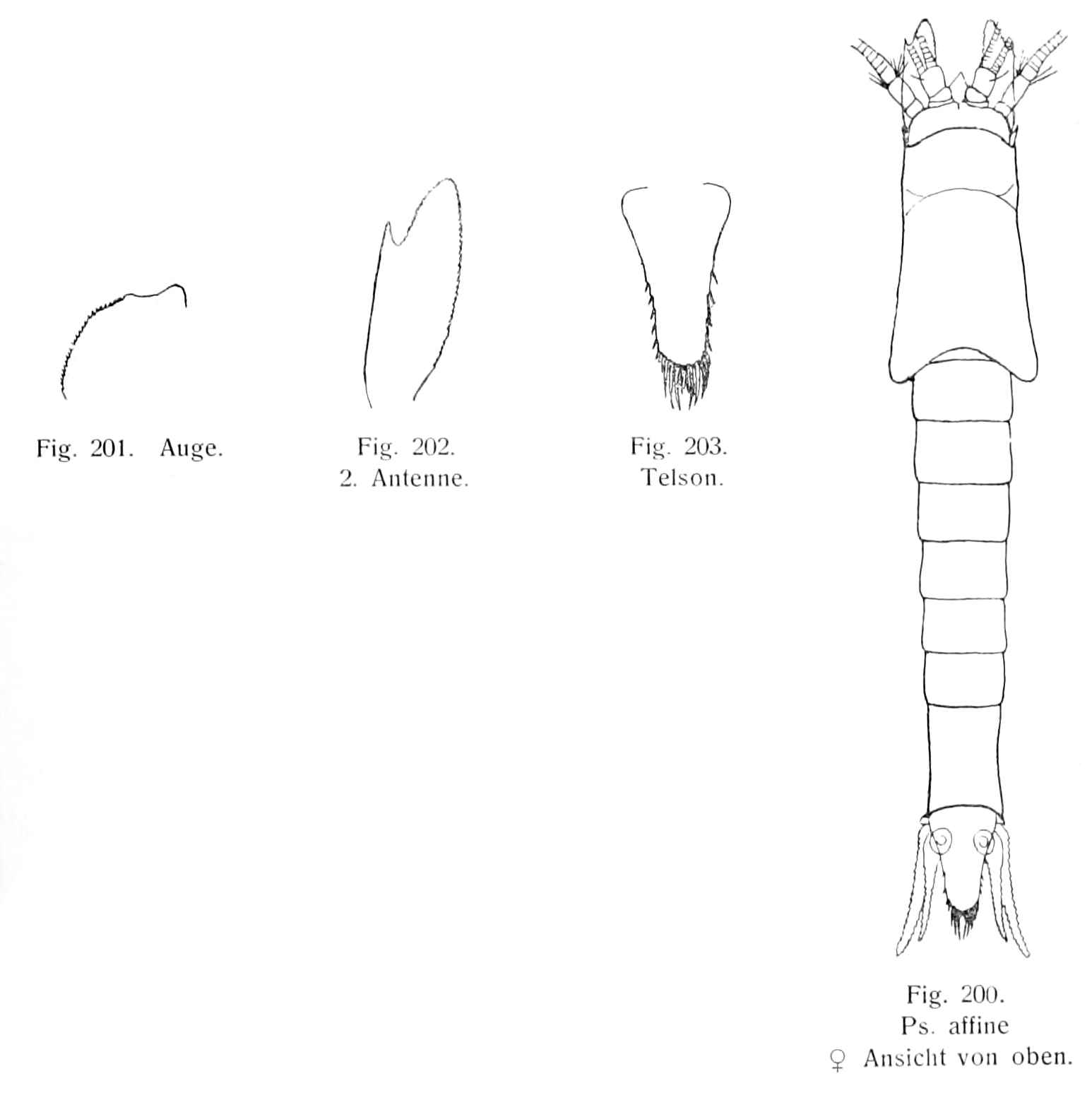
Pseudomma affine

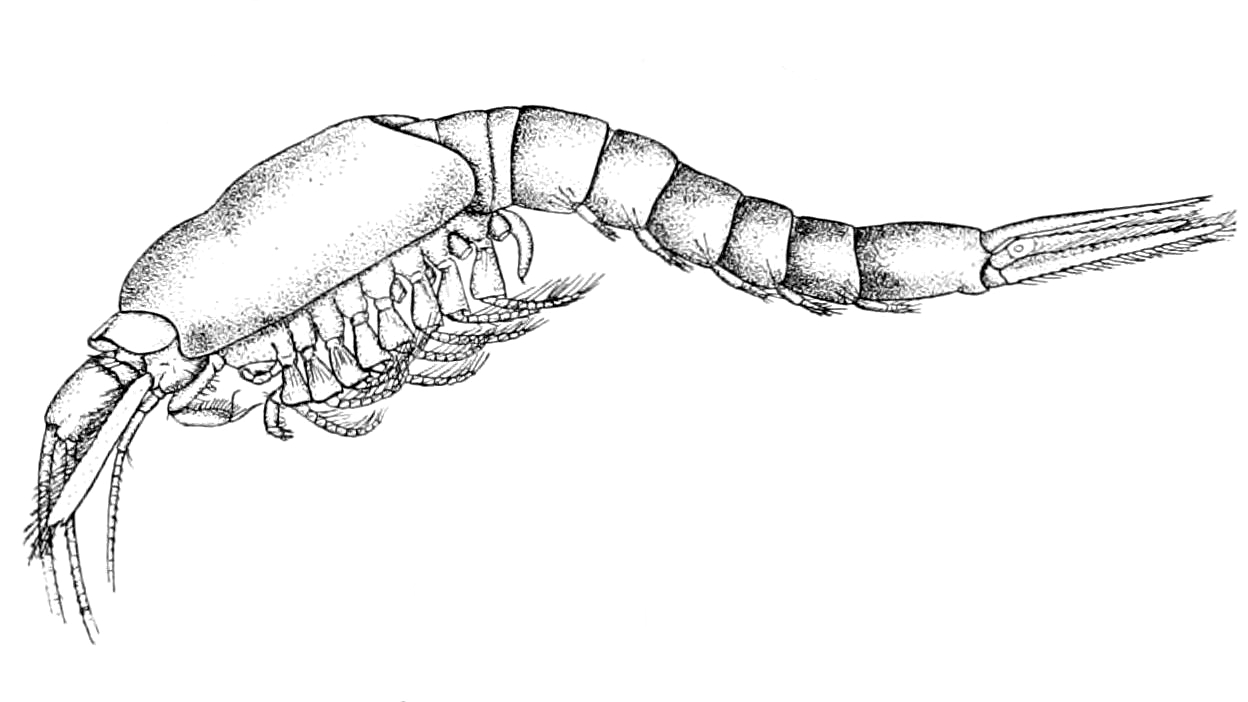
Pseudomma longicaudum

Pseudomma (лат.) — род ракообразных семейства Mysidae из отряда Мизиды.

## Описание
Представители рода отличаются от других мизид следующими признаками: глаза редуцированы в одну широкую уплощенную глазную пластину с выемкой посередине по переднему краю. Плеоподы самцов двуветвистые, 1-я пара с многосуставным экзоподом и несращенным эндоподитом; 2-5-я пары с многочлениковыми экзоподом и эндоподитом. Первый переопод (ходильная нога) имеет хорошо развитый экзопод (внешняя ветвь), карпопроподы эндопода (внутренняя ветвь) с 3-й по 8-ю ветвь переопод делится на подсегменты, и на эндоподе уропод (задних придатках) есть статоцисты.
Некоторые морфологические особенности Pseudomma предполагают бентосный образ жизни. Их длинные и тонкие грудные эндоподы используются для ходьбы по дну. За исключением Pseudomma kruppi, у которого есть плотоядная стратегия или стратегия падальщиков, морфология ротового отдела предполагает общее предпочтение детритоядности на мягком типе дна, преобладающего в морских глубинах. Исследования в аквариуме выявили проталкивание грудных эндоподов в осадок и последующее перемещение этих придатков в область рта, где мандибулярные щупики смахивают и собирают пищевые частицы. Придонный образ жизни также очевиден из отчетов об отборе проб, где показано, что Pseudomma affine и морфологически похожие виды, такие как Amblyops abbreviata и Erythrops serrata, предпочитают донные субстраты из ила, глины и мелкого песка. Наблюдения показали отсутствие Pseudommaon на более грубых субстратах, таких как песок и гравий.
Этот род является строго гипербентосным и наиболее распространен на глубинах от 100 до 1000 метров. Из-за высокой степени эндемизма в отдаленных районах, таких как Антарктика, в сочетании со сложными условиями отбора проб бентоса, такими как системы хребтов к югу от Японии, виды этого рода встречаются редко. Pseudomma kryotroglodytum это самый мелководный вид рода Pseudomma, обитающий в ледяных подводных пещерах Антарктики на глубине 10 м.

## Систематика
Род Pseudommais был впервые выделен в 1870 году норвежским морским биологом и зоологом Георгом-Оссианом Сарсом (1837—1927) по типовому виду Pseudomma roseum, описанному по типовому материалу из Норвежского моря. Первоначально помещенный в Pseudomma род Parapseudomma является сестринской группой к Pseudomma. Об этом монотипном роде (Parapseudomma calloplura) сообщалось из Бискайского залива, Средиземного моря и океанических районов к югу от Японии. Близкое родство с Pseudommais также предполагается для рода Amblyops. Признак родства сестринской группы с Amblyops проявляется в уменьшении сложного глаза до двух уплощенных глазных пластин, возможно, на промежуточной стадии перед полным слиянием глазных пластин, как это видно у Pseudomma и Parapseudomma. Хотя таксономический статус некоторых видов был поставлен под сомнение (Kathman et al. 1986; Meland & Brattegard 1995), Pseudommais в настоящее время является одним из самых разнообразных родов отряда Mysida и включает примерно 40 высокоэндемичных и преимущественно глубоководных видов, распространенными по всему Мировому океану.
- Pseudomma affine
- Pseudomma antarcticum
- Pseudomma armatum
- Pseudomma australe
- Pseudomma belgicae
- Pseudomma berkeleyi
- Pseudomma bispinicaudum
- Pseudomma brevicaudum
- Pseudomma brevisquamosum
- Pseudomma californica
- Pseudomma calmani
- Pseudomma chattoni
- Pseudomma crassidentatum
- Pseudomma frigidum
- Pseudomma heardi
- Pseudomma intermedium
- Pseudomma izuensis
- Pseudomma japonicum
- Pseudomma jasi[8]
- Pseudomma kruppi
- Pseudomma kryotroglodytum[7]
- Pseudomma lamellicaudum
- Pseudomma latiphthalmum
- Pseudomma longicaudum
- Pseudomma longisquamosum
- Pseudomma magellanensis
- Pseudomma marumoi
- Pseudomma matsuei
- Pseudomma minutum
- Pseudomma multispina
- Pseudomma nanum
- Pseudomma okiyamai
- Pseudomma omoi
- Pseudomma roseum
- Pseudomma sarsii
- Pseudomma schollaertensis
- Pseudomma semispinosum
- Pseudomma spinosum
- Pseudomma surugae
- Pseudomma tanseii
- Pseudomma truncatum